# Paroisse de Newcastle
Pour les articles homonymes, voir Newcastle.
Ne doit pas être confondu avec Newcastle (Nouveau-Brunswick).
La paroisse de Newcastle est à la fois une paroisse civile et un ancien district de services locaux (DSL) canadien du Nouveau-Brunswick. Le recensement de 2006 y dénombre une population de 1 209 habitants. Dans le cadre de la réforme de la gouvernance locale du 1er janvier 2023, le territoire du DSL a été réparti entre la cité de Miramichi et la communauté rurale de Miramichi River Valley d'une part et le district rural de Grand Miramichi d'autre part.

## Toponyme

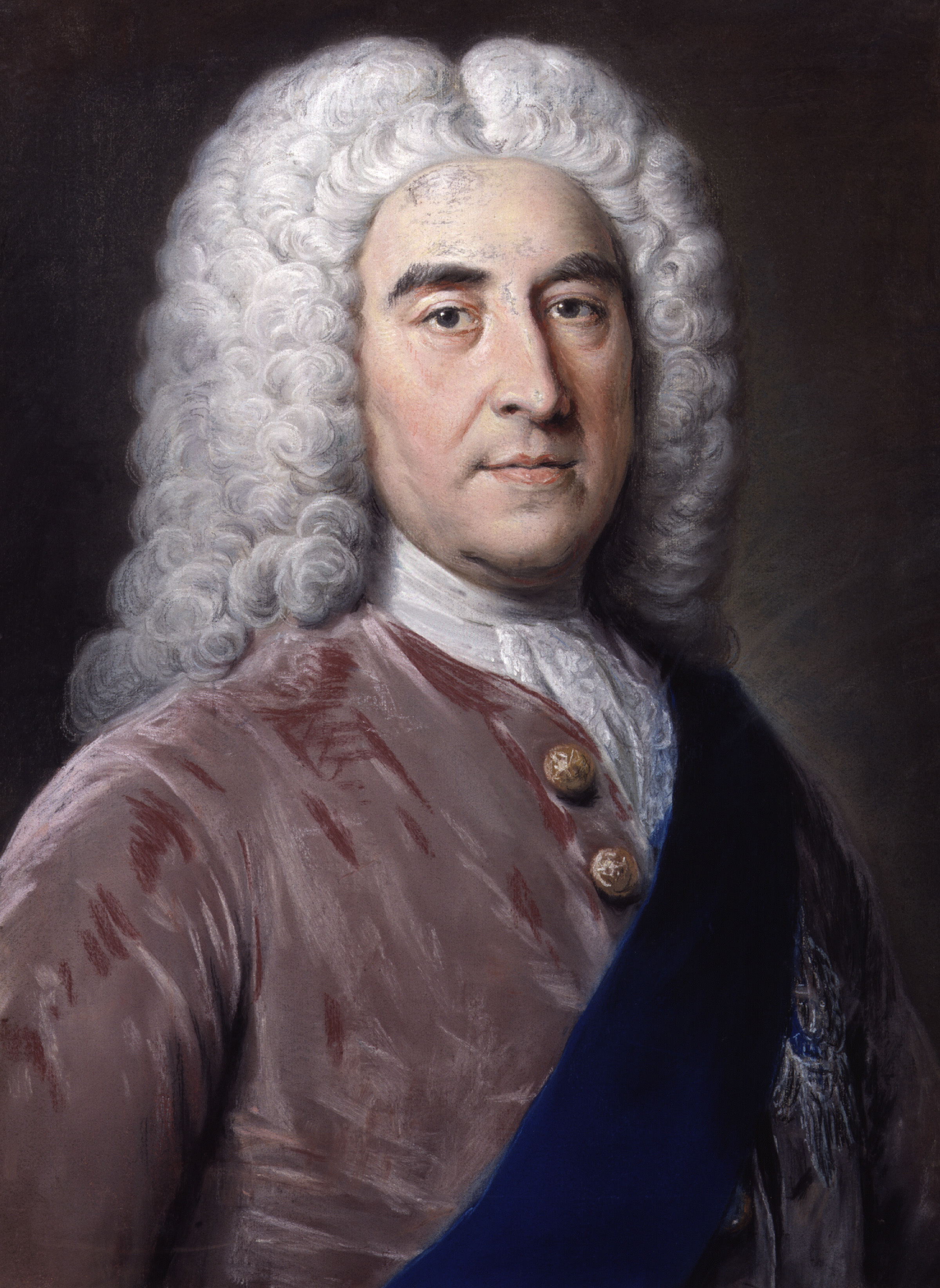
Le duc de Newcastle.

La paroisse de Newcastle est nommée ainsi d'après l'ancienne ville de Newcastle, qui en faisait autrefois partie. Ce nom lui fut probablement donné par Benjamin Marston en l'honneur de Thomas Pelham-Holles, duc de Newcastle (1693-1768), premier ministre du Royaume-Uni entre 1754 et 1762.

## Géographie
La paroisse de Newcastle est généralement considérée comme faisant partie de l'Acadie.

### Géologie
Le sous-sol de Newcastle est composé principalement de roches sédimentaires du groupe de Pictou datant du Pennsylvanien (entre 300 et 311 millions d'années).

### Villages et hameaux
La paroisse de Newcastle comprend les hameaux de Bartibog, Beaver Brook Station, Bellefond, East Beaver Brook, Highbank, Little Bartibog, Patterson Siding et Telly Road Crossing.

## Histoire
Royaume-Uni de Grande-Bretagne et d'Irlande (1801-1867)

La paroisse de Newcastle est située dans le territoire historique des Micmacs, plus précisément dans le district de Sigenigteoag, qui comprend l'actuel côte Est du Nouveau-Brunswick, jusqu'à la baie de Fundy.
Le territoire est colonisé à partir du rivage du fleuve Miramichi avant 1785 par des immigrants écossais, plus tard rejoint par des Loyalistes. La paroisse de Newcastle est établie en 1786. Bartibog est fondé par des immigrants irlandais en 1822. En 1825, la paroisse de Newcastle est l'un des endroits les plus touchés par les Grands feux de la Miramichi, qui dévastent entre 10 000 km2 et 20 000 km2 dans le centre et le nord-est de la province et tuent en tout plus de 280 personnes,. L'industrie forestière prospère toutefois dans les décennies suivantes, centrée sur la ville de Newcastle. De nombreux immigrants écossais ainsi que quelques irlandais sont attirés par l'économie florissante. Crocker Settlement est arpenté en 1876 le long du chemin de fer Intercolonial mais jamais colonisé.
La municipalité du comté de Northumberland est dissoute en 1966. La paroisse de Newcastle devient un district de services locaux en 1967.

## Démographie
| 2001  | 2006  | 2011  | 2016  |
| ----- | ----- | ----- | ----- |
| 1 228 | 1 209 | 1 220 | 1 136 |

## Économie
Entreprise Miramichi, membre du Réseau Entreprise, a la responsabilité du développement économique.

## Administration

### Comité consultatif
En tant que district de services locaux, la paroisse de Newcastle est administrée directement par le Ministère des Gouvernements locaux du Nouveau-Brunswick, secondé par un comité consultatif élu composé de cinq membres dont un président.

### Commission de services régionaux
La paroisse de Newcastle fait partie de la Région 5, une commission de services régionaux (CSR) devant commencer officiellement ses activités le 1er janvier 2013. Contrairement aux municipalités, les DSL sont représentés au conseil par un nombre de représentants proportionnel à leur population et leur assiette fiscale. Ces représentants sont élus par les présidents des DSL mais sont nommés par le gouvernement s'il n'y a pas assez de présidents en fonction. Les services obligatoirement offerts par les CSR sont l'aménagement régional, l'aménagement local dans le cas des DSL, la gestion des déchets solides, la planification des mesures d'urgence ainsi que la collaboration en matière de services de police, la planification et le partage des coûts des infrastructures régionales de sport, de loisirs et de culture; d'autres services pourraient s'ajouter à cette liste.

### Chronologie municipale

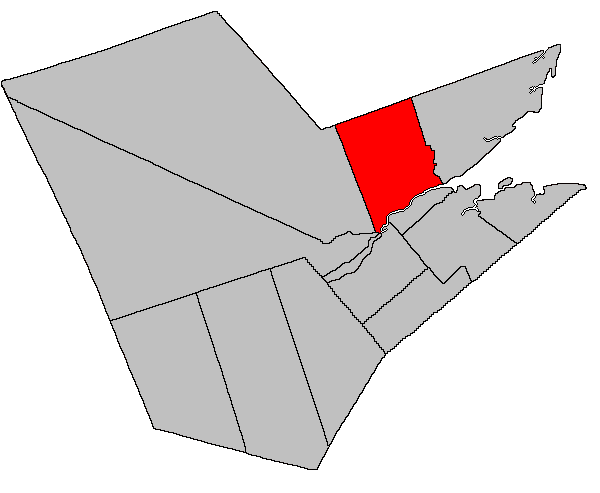
Situation sur une carte des paroisses civiles du comté de Northumberland (certains DSL et municipalités ne sont donc pas montrés).

### Représentation et tendances politiques
Nouveau-Brunswick: La paroisse de Newcastle fait partie de la circonscription provinciale de Baie-de-Miramichi—Neguac, qui est représentée à l'Assemblée législative du Nouveau-Brunswick par Serge Robichaud, du Parti progressiste-conservateur. Il fut élu en 2010. Une portion du territoire, au sud-ouest, est plutôt comprise dans la circonscription provinciale de Miramichi-Centre, qui est représentée par Robert Trevors, du Parti progressiste-conservateur. Il fut élu en 2010.
 Canada: La paroisse de Newcastle fait partie de la circonscription électorale fédérale de Miramichi, qui est représentée à la Chambre des communes du Canada par Tilly O'Neill-Gordon, du Parti conservateur. Elle fut élue lors de la 40e élection fédérale, en 2008.

## Vivre dans la paroisse de Newcastle
Le détachement de la Gendarmerie royale du Canada le plus proche est situé à Sunny Corner. Le bureau de poste le plus proche est quant à lui à Miramichi.
L'église de l'Ascension de Beaver Brook Station est une église catholique romaine faisant partie du diocèse de Saint-Jean.
Les anglophones bénéficient du quotidien Telegraph-Journal, publié à Saint-Jean et de l'hebdomadaire Miramichi Leader, publié à Miramichi. Les francophones bénéficient quant à eux du quotidien L'Acadie nouvelle, publié à Caraquet, ainsi que de l'hebdomadaire L'Étoile, de Dieppe.

## Culture
Il y a une population acadienne à Beaverbrook Station et Bellefond.

### Personnalités
- James Fowler (1829-1923), prêtre, botaniste, éducateur et conservateur, né à Bartibog ;
- Alexander McDonald (1762-1834), propriétaire foncier, fonctionnaire et officier de milice, mort à Bartibog.